# Veľké Vozokany
Veľké Vozokany é um município da Eslováquia, situado no distrito de Zlaté Moravce, na região de Nitra. Tem 9,88 km² de área e sua população em 2018 foi estimada em 458 habitantes.

## Demografia
| Ano:        | 1994 | 2004   | 2014   | 2024    |
| ----------- | ---- | ------ | ------ | ------- |
| Broj ljudi: | 532  | 504    | 479    | 426     |
| Razlika:    |      | -5,26% | -4,96% | -11,06% |

| Ano:               | 2023 | 2024   |
| ------------------ | ---- | ------ |
| Número de pessoas: | 431  | 426    |
| Diferença:         |      | -1,16% |